# Plumstead

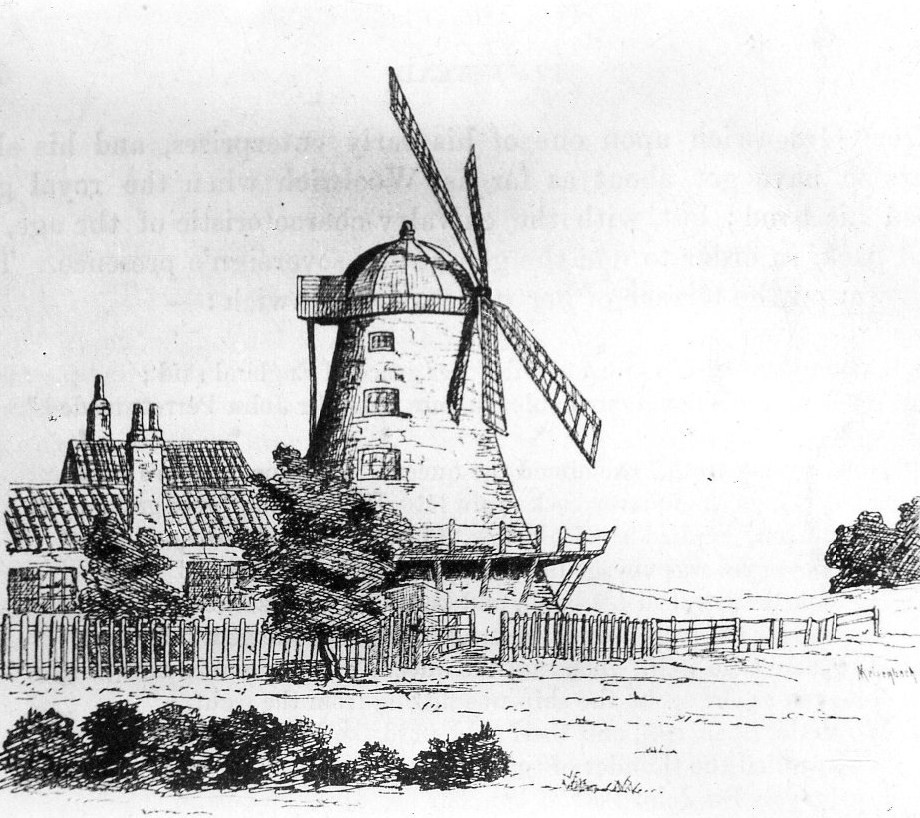
Die Windmühle von Plumstead

Plumstead, eigentlich Plumstead Common, ist ein Arbeiterviertel im Stadtteil Plumstead der britischen Hauptstadt London und befindet sich im Stadtbezirk Greenwich.
Der 2009 entdeckte Belmarsh Trackway wurde als hölzerne Trasse zum Überqueren eines Moores in Plumstead auf etwa 4.000 v. Chr. datiert.
Plumstead zählt zu den unterprivilegierten Stadtteilen der Metropole. Hohe Arbeitslosigkeit und Kriminalität gehören hier schon seit den späten 1970ern zum Bild.

## Persönlichkeiten
- Steve Davis (* 1957), mehrfacher Snookerweltmeister
- Herny Herbert Collier († 1926), Unternehmer, Gründer des Motorradherstellers Matchless
- Charlie Collier (1885–1954), Motorradrennfahrer und Unternehmer
- Ida Busbridge (1908–1988), Mathematikerin und Hochschullehrerin, die von 1935 bis 1970 an der Universität Oxford lehrte. Sie war die erste Frau, die ein Oxford-Stipendium in Mathematik erhielt.